# Communauté de communes Vexin-Seine
La communauté de communes Vexin-Seine (CCVS) est une ancienne communauté de communes française, située dans le département des Yvelines et la région Île-de-France. 
Elle a été intégrée à la Communauté d'agglomération Vexin Centre Seine Aval.

## Histoire
La communauté de communes Vexin-Seine a été créée par arrêté préfectoral du 20 décembre 2004.

## Territoire communautaire

### Composition
La communauté de communes Vexin-Seine regroupait huit communes :
| Nom                        | Code Insee | Gentilé      | Superficie (km2) | Population (dernière pop. légale) | Densité (hab./km2) |
| -------------------------- | ---------- | ------------ | ---------------- | --------------------------------- | ------------------ |
| Meulan-en-Yvelines (siège) | 78401      | Meulanais    | 3,46             | 9 241 (2014)                      | 2 671              |
| Brueil-en-Vexin            | 78113      | Brueillois   | 7,34             | 696 (2014)                        | 95                 |
| Jambville                  | 78317      | Jambvillois  | 4,81             | 843 (2014)                        | 175                |
| Juziers                    | 78327      | Juziérois    | 9,88             | 3 820 (2014)                      | 387                |
| Mézy-sur-Seine             | 78403      | Méziacois    | 4,76             | 1 997 (2014)                      | 420                |
| Oinville-sur-Montcient     | 78460      | Oinvillois   | 3,87             | 1 093 (2014)                      | 282                |
| Tessancourt-sur-Aubette    | 78609      | Taxicurtiens | 4,36             | 982 (2014)                        | 225                |
| Vaux-sur-Seine             | 78638      | Vauxois      | 8,45             | 4 715 (2014)                      | 558                |

## Organisation

### Liste des présidents
| Période                                  | Période | Identité     | Étiquette | Qualité                                   |
| ---------------------------------------- | ------- | ------------ | --------- | ----------------------------------------- |
| Les données manquantes sont à compléter. |         |              |           |                                           |
| 2006                                     | 2011    | Guy Poirier  | PS        | Maire de Meulan-en-Yvelines (1994 → 2014) |
| 2011                                     | 2013    | Bruno Caffin | DVD       | Maire de Brueil-en-Vexin (2001 → )        |

### Compétences
L'intercommunalité exerçait les compétences qui lui avaient été transférées par les communes membres, dans les conditions définies au code général des collectivités territoriales. Il s'agissait de 
- développement économique (création de zones d'activités, aide à la création d'entreprise, commerce et artisanat, tourisme, santé, emploi et formation...),
- aménagement de l'espace (définition d'un « schéma de développement durable du territoire », réserves foncières...),
- collecte et traitement des ordures ménagères,
- gestion et aménagement des rivières, fleuves et bassins versants,
- politique du logement social,
- gestion du transport public de personnes,
- gestion des modes d'accueil de la petite enfance.

### Régime fiscal et budget
La communauté percevait la taxe professionnelle unique (TPU), c’est-à-dire qu'elle percevait les produits de taxe professionnelle des entreprises installées sur son territoire et en fixait  le taux.